# Heimatkunst
Heimatkunst (doslova „umění domoviny“, výslovnost [hajmátkchunst], v němčině femininum) či Heimatkunstbewegung („hnutí umění domoviny“) bylo etnicky německé umělecké, především literární hnutí konce 19. a první poloviny 20. století. Jeho představitelé se zasazovali za „zdravé“ německé národní prvky, jež spatřovali především v tradičním vesnickém a maloměstském životě, a často bojovali proti domnělé zkaženosti velkoměsta a údajně cizorodým prvkům jako intelektuálům a Židům. Předjímali i některá témata dnešního ekologického hnutí.
Pojem Heimatkunst poprvé použil spisovatel a teoretik Adolf Bartels roku 1898 v článku uveřejněném v časopise Der Kunstwart. Dalšími představiteli hnutí byli například Julius Langbehn, Hermann Löns, Wilhelm von Polenz, Heinrich Sohnrey a Clara Viebigová.
V českém kontextu zastával příbuzné postoje ruralismus. V nacistickém Německu na Heimatkunst navázalo ještě vyhraněnější, ostře antisemitské hnutí Blut-und-Boden.